# 春日市立春日北小学校
春日市立春日北小学校（かすがしりつ かすがきたしょうがっこう）は、福岡県春日市岡本一丁目にある公立小学校。

## 態様
春日市域の西方に位置する牛頸川と那珂川に挟まれた平野部、弥生時代の遺跡の散在で知られる岡本地区の一角に所在する。

## 沿革
- 1958年 - 春日市立春日小学校の北分校として開校
- 1972年 - 春日市立須玖小学校が分離
- 1989年 - 春日市教育委員会研究指定委嘱校となる
- 1999年 - 春日市立日の出小学校が分離

## 交通
南脇を県道49号が東西に走る。最寄の鉄道駅はJR鹿児島本線南福岡駅。

## 周辺
- 熊野神社

伊弉諾命および伊弉冉命を祀る神社（参照『春日熊野神社』）。わずか南に所在。
- 奴国の丘歴史公園

市の管理による歴史公園。熊野神社からわずか南に所在。
- 春日市立須玖小学校

奴国の丘歴史公園からわずか南に所在。